# Gemeinsames Geheimnis
Ein gemeinsames Geheimnis (englisch shared secret) bezeichnet in der Kryptographie ein Geheimnis, das nur die an einer Kommunikation beteiligten Parteien kennen. Das gemeinsame Geheimnis kann zum Beispiel ein Passwort, eine Passphrase, eine große Zahl oder eine Reihe zufällig erzeugter Bytes sein.
Wenn das gemeinsame Geheimnis schon vor der Kommunikation zwischen den beiden Parteien ausgetauscht wurde, nennt man es auch Pre-shared key. Es kann allerdings auch zu Beginn einer Kommunikationssitzung über ein Schlüsselaustauschprotokoll ausgetauscht werden. Eines der ersten (öffentlich bekannten) Schlüsselaustauschprotokolle ist der Diffie-Hellman-Schlüsselaustausch.
Das gemeinsame Geheimnis kann zur Authentifizierung, Verschlüsselung oder zur Berechnung eines Message Authentication Code verwendet werden. Vor der Verwendung als Schlüssel wird meist eine Key-derivation-function, wie z. B. PBKDF2, angewandt.
Das gemeinsame Geheimnis ist nicht zu Verwechseln mit dem Secret-Sharing. Dort haben beide Parteien nur teilweises Wissen über ein gemeinsames Geheimnis.